# Tadeusz Fijas
Tadeusz Fijas (né en 1960) est un ancien sauteur à ski polonais.
Il est le frère cadet de Piotr Fijas, également sauteur à ski.

## Palmarès

### Championnats du monde
| Épreuve / Édition | Seefeld 1985 |
| Petit Tremplin    | 55e          |
| Grand Tremplin    | 62e          |

### Championnats du monde de vol à ski
| Épreuve / Édition | Harrachov 1983 | Planica 1985 |
| Individuel        | 31e            | 29e          |

### Coupe du monde
- Meilleur classement général: 40e en 1985.
- Meilleur résultat individuel: 3e.